# Grzegorz Wasylkowicz
Grzegorz Wasylkowicz – książę trembowelski w latach 1124-1126. Jego poprzednikiem był Iwan Wasylkowicz a następcą  Władymirko. Syn Wasylka Rościsławicza.